# 歐華利
歐華利（?—1521年7月8日），又譯「歐維治」，乃葡萄牙早期航海探險家之一。

## 生平
1511年，歐華利在從印度坎納諾爾（今坎努爾）向果阿運輸給養及西洋布的「聖若翰·達·魯梅薩」（São João da Rumessa）大船上任職書役。1513年5月，他來到中國南部的廣東，成為最早來華私下貿易的葡萄牙人，也是第一個抵達廣州的歐洲人。同年，他登陸內伶仃島並宣稱該島嶼屬於葡萄牙領地，還在附近的屯門設置了葡人聚居點。他還在曾豎立一個「發現碑」，亦有人認為他在上川島做貿易。此後，他又於1517年及1519年兩度航行至中國，並在1520年作了最後一次中國之行。

## 紀念事物
澳葡政府當局在地處南灣的初級法院大樓門口劃出一片前地，並豎立一尊石像以示紀念，是為「歐華利前地」與「歐華利石像」。該石像在「一二三事件」中曾遭破壞，後獲政府撥款修復；澳門特區成立之後，該紀念碑像得以保留。
此外，還有澳門的歐華利街、里斯本的歐華利基金會（即歐維治基金會）等相關地點與機構，均以他為名。

## 備註
1. ↑  此乃套用原姓的漢化姓名之一。民間其它對應叫法包括「區華利」（臺灣媒體）、「歐維士」（疑似仿效香港體育報導）、「阿尔瓦雷斯」或「阿尔发勒斯」（部份中國內地學者的有關著作）等等。
2. ↑  意即【姓「＝歐維」名「＝治」】，多見於專屬組織及早期澳門各大報章，是為漢化姓名之二。

## 外部連結
- Jorge Álvares: o primeiro marinheiro português em costas chinesas（葡萄牙文）